# Johannes Hansen (Agrarwissenschaftler)
Johannes Nicolaus Hansen (* 9. März 1863 in Nadelhöft, Kreis Flensburg; † 3. Januar 1938 in Berlin-Zehlendorf) war ein deutscher Agrarwissenschaftler und Hochschullehrer.

## Leben und Wirken
Hansen studierte von 1883 bis 1886 in Kiel und Jena. 1886 wurde er von Theodor von der Goltz in Jena promoviert. Danach arbeitete Hansen als Landwirtschaftslehrer in Neiße, Dargun (in Mecklenburg) und Zwätzen bei Jena. Von 1889 bis 1897 war er Direktor der Ackerbauschule in Zwätzen. 1896 habilitierte er sich an der Universität Jena. Von 1897 bis 1901 leitete er die Majoratsherrschaft in Oberglogau (Schlesien). 1901 wurde Hansen zum ordentlichen Professor für Tierzucht an der Landwirtschaftsakademie in Poppelsdorf ernannt und 1910 als ordentlicher Professor und Direktor des Landwirtschaftlichen Instituts an die Universität Königsberg berufen. Von 1911 bis 1921 war Hansen auch außerordentliches Mitglied der Landwirtschaftskammer. Im Amtsjahr 1917/18 wurde Hansen zum Rektor der Universität Königsberg gewählt. 1922 übernahm er den Lehrstuhl für Tierzucht an der Landwirtschaftlichen Hochschule in Berlin. 1924/25 war Hansen Rektor der Landwirtschaftlichen Hochschule Berlin. In Berlin wurde er im März 1929 emeritiert.
Hansen galt als einer der führenden Agrarwissenschaftler seiner Zeit. Sein Hauptarbeitsgebiet war die Tierzucht, insbesondere die Rinderzucht. Er war Mitglied des Corps Agraria Bonn.
Politisch ist Hansen vor allem während seiner Zeit in Königsberg als führendes Mitglied des Alldeutschen Verbandes hervorgetreten.

## Hauptwerke
- Die Landwirtschaft in Ostpreußen, Jena 1916.
- Anleitung für den Betrieb von Rindviehkontrollvereinen, Berlin 1921 (4. Aufl. Berlin 1933).
- Lehrbuch der Rinderzucht, Berlin 1921 (4. Aufl. Berlin 1927).
- mit Friedrich Aereboe und Theodor Roemer (Hrsg.): Handbuch der Landwirtschaft. 5 Bände, Berlin 1929/30.
- Geschichte der Deutschen Landwirtschafts-Gesellschaft, Berlin 1936.

## Ehrungen
- Ehrenpromotionen zum Dr. agr.  h. c. und zum Dr. med. vet. h. c.
- Hermann-von-Nathusius-Medaille in Gold der Deutschen Gesellschaft für Züchtungskunde (DGfZ) im Jahr 1932[3]
- Ehrenmitgliedschaft der Deutschen Gesellschaft für Züchtungskunde